# Arkivloven
Arkivloven er en lov fra 2002, som regulerer forholdene vedrørende de offentlige arkivers arbejde. Loven administreres af Kulturministeriet, som statens arkivvæsen hører ind under. I lovteksten finder man blandt andet et afsnit, der drejer sig om mulighederne for at benytte materialer, som er deponeret på offentlige arkiver. Her er grundreglen den, at materiale fra offentlige forvaltninger bliver tilgængeligt, når det er 20 år gammelt. For kirkebøger og sager, der indeholder myndigheders korrespondance til brug i forbindelse med retssager er fristen 50 år.

## Forlængelse af tilgængelighedsfristen
Hvis materialet indeholder oplysninger om enkeltpersoner, forlænges fristen til 75 år, og den afleverende myndighed (dvs. pågældende forvaltning, statslig eller kommunal) kan desuden forlænge fristen til maksimalt 60 år, når ét eller flere af følgende hensyn gør sig gældende:
1. statens sikkerhed eller rigets forsvar: For Forsvarsministeriets sager gælder typisk en frist på 60 år.
2. rigets udenrigspolitiske eller udenrigsøkonomiske interesser, herunder forholdet til fremmede magter eller mellemfolkelige organisationer: Udenrigsministeriet har udarbejdet et katalog over fristforlængede sager (aktpakker) i Udenrigsministeriets arkiv. Kataloget er tilgængeligt på Rigsarkivets læsesal.
3. beskyttelse vidner, sigtede eller andre i sager om strafferetslig eller disciplinær forfølgning: Sager om sådanne forhold falder ind under § 23, stk. 1, og er først umiddelbart tilgængelige efter 75 år.
4. det offentliges økonomiske interesser, herunder udførelse af det offentliges forretningsvirksomhed: Der er ikke foretaget fristforlængelser.
5. enkeltpersoners eller private selskabers interesser i at beskytte oplysninger om tekniske indretninger eller fremgangsmåder eller om drifts- eller forretningsforhold eller lignende: Patentdirektoratet har fastsat en frist på 50 år for patentansøgninger, der har ført til patentanmeldelse, og en frist på 110 år for patentansøgninger, der ikke har ført til patentanmeldelse. Der gøres dog opmæksom på, at sager vedr. bevilgede patenter, der er over 50 år, men under 75 år gamle, ikke er umiddelbart tilgængelige, hvis de indeholder personlige, herunder økonomiske oplysninger. Danmarks Geologiske Undersøgelse har fastsat en frist på 50 år for otte sager, der vedrører enkelte private selskabers aktiviteter i forbindelse med naturgas- eller olieeftersøgning.
6. private eller offentlige interesser, hvor hemmeligholdelse efter forholdets særlige karakter er påkrævet: Statsministeriet har fastsat en frist på 100 år for sager i Statsministeriets arkiv, der vedrører kongehuset. Justitsministeriet har fastsat en frist på 250 år for tegningsmateriale og sager, der indeholder oplysninger om indretning af bygninger, der i dag anvendes af domstole, politi og kriminalforsorg.[2]

## Ansøgt adgang til materiale, hvor fristerne ikke er udløbet
Rigsarkivaren kan give adgang til materialer, som endnu ikke er offentligt tilgængelige. Det forudsætter en ansøgning til Justitsministeriet, hvor man oplyser, hvad der er formålet med at ville have adgang til materialet. Vanskeligheden for ansøgeren ligger her på to felter: dels skal man have en god grund til at ville undersøge materialet, og dels skal man kende materialet så godt, at det kan gives en utvetydig betegnelse i ansøgningen. Praksis har vist, at arkivadgangen bliver administreret meget påholdende. Kun faguddannede historikere har fået bevilling, og selv blandt den gruppe er det ikke alle ansøgninger, som er efterkommet. Denne praksis har gjort Danmark til et af de mindst åbne lande, hvad angår offentlighedens adgang til arkiverede materialer.